# Coryphaeschna adnexa
Coryphaeschna adnexa – gatunek ważki z rodziny żagnicowatych (Aeshnidae). Występuje na terenie Ameryki Środkowej, Ameryki Południowej i Karaibów.